# Florent Hadergjonaj
Florent Hadergjonaj, född 31 juli 1994, är en schweizisk-kosovansk fotbollsspelare som spelar för Kasımpaşa.

## Klubbkarriär
Den 24 augusti 2017 lånades Hadergjonaj ut till Huddersfield Town på ett låneavtal över säsongen 2017/2018, med en köpoption. Hadergjonaj gjorde sin Premier League-debut den 23 september 2017 i en 0–0-match mot Burnley, där han blev inbytt i den 89:e minuten mot Elias Kachunga. Köpoptionen utnyttjades den 8 mars 2018 då Hadergjonaj skrev på ett treårskontrakt med start från den 1 juli 2018.

## Landslagskarriär
Hadergjonaj debuterade för Schweiz landslag den 1 juni 2017 i en 1–0-vinst över Vitryssland, där han byttes in i halvlek mot Silvan Widmer.